# Piper anisum
Piper anisum är en pepparväxtart som först beskrevs av Spreng., och fick sitt nu gällande namn av Angely. Piper anisum ingår i släktet Piper och familjen pepparväxter. Inga underarter finns listade i Catalogue of Life.